# Могой (Бурятия)
Мого́й (бур. Могой) — село в Хоринском районе Бурятии. Входит в сельское поселение «Верхнекурбинское».

## География
Расположено в 16 км к северо-востоку от центра сельского поселения, улуса Тэгда, на правом берегу речки Могой (бур. Могой — «змея»), в 1 км к востоку от места её впадения в реку Курба, по юго-восточной стороне Тэгдинского тракта (автодорога районного значения), идущего здесь по левому борту долины Курбы.

## Население
| 2002 | 2010 |
| ---- | ---- |
| 30   | ↘26  |